# Beeville (Teksas)
Beeville je grad u američkoj saveznoj državi Teksas. Prema popisu stanovništva iz 2010. u njemu je živjelo 12.863 stanovnika.